# Bạch Ất Bính
Bạch Ất Bính (chữ Hán: 白乙丙; ? - ?), họ Kiển, tên Bính, tự là Bạch Ất, tức Kiển Bính (蹇丙), quê ở nước Tống, là tướng nước Tần giữa thời Xuân Thu trong lịch sử Trung Quốc.

## Cuộc đời
Bạch Ất Bính là con trai của thượng đại phu nước Tần là Kiển Thúc, là em trai của Tây Khất Thuật. Năm 628 TCN, Tần Mục công phái Mạnh Minh Thị, Tây Khuất Thuật, Bạch Ất Bính cầm quân đánh nước Trịnh. Kiển Thúc sau khi phân tích tình thế, khóc đưa quân đội, cho rằng lần này không còn gặp lại con.
Trên đường hành quân, ba tướng gặp thương nhân nước Trịnh là Huyền Cao. Huyền Cao tự xưng làm sứ giả tới hội kiến quân Tần, lừa Mạnh Minh Thị rằng nước Trịnh đã có phòng bị từ trước. Mạnh Bình bèn cho quân đánh nước Hoạt rồi rút quân về nước. Khi trở về, quân Tần bất ngờ bị quân Tấn do Tiên Chẩn chỉ huy tấn công tại núi Hào. Mạnh, Tây, Bạch đều bị bắt làm tù binh, may nhờ Văn Doanh (con gái Tần Mục công, mẹ kế của Tấn Tương công) nài nỉ, Tấn Tương công mới thả ba tướng. Sau đó Tương công nghe lời khuyên của Tiên Chẩn, phái Dương Xử Phụ mang quân đuổi bắt, đến Hoàng Hà thì các tướng đã qua sông.
Năm 625 TCN, Mạnh Minh Thị, Tây Khuất Thuật, Bạch Ất Bính lại dẫn quân đánh Tấn đánh Bành Nha để báo mối thù ở đất Hào, bị tướng Tấn là Tiên Thư Cư đánh bại.
Năm 624 TCN, Mạnh Minh Thị, Tây Khuất Thuật, Bạch Ất Bính lần thứ ba cầm quân đánh Tấn. Để biểu thị quyết tâm phục thù rửa hận, sau khi qua sông Hoàng Hà, Mạnh Minh Thị cho đốt hết thuyền bè. Trận này quân Tần đại thắng. Tần Mục công qua Hoàng Hà, cho chôn cất di cốt của tướng sĩ chết trong trận Hào, lại dùng kế của Do Dư đánh bại Tây Nhung, trở thành bá chủ. Bạch Ất Bính nhờ công lao mà được phong đại phu.

## Hậu duệ
Con cháu Bạch Ất Bính lấy Bạch Ất làm họ, sau giản lược làm họ Bạch. Vũ An quân Bạch Khởi thời Chiến Quốc là hậu duệ của Bạch Ất Bính.

## Trong văn hóa
Trong tiểu thuyết Đông Chu liệt quốc chí, Bạch Ất Bính xuất hiện ở hồi 26. Sau khi Bách Lý Hề tiến cử Kiển Thúc cho Tần Mục công, Mục công liền phái công tử Trập đến thôn Minh Lộc mời chào. Công tử Trập đến nhà, không gặp Kiển Thúc mà gặp Kiển Bính là con trai độc của Thúc. Hai người bàn luận nông tang, binh lược, Trập phát hiện Bính nói việc binh rõ ràng, biết là người có tài. Đến khi Kiển Thúc về, đồng ý đến Tần, công tử Trập khen ngợi tài năng của Kiển Bính, muốn Bính cùng đi, được Thúc đồng ý. Kiển Bính (Bạch Ất Bính) được Tần Mục công phong làm đại phu.
Tần Mục công muốn đánh Trịnh, lấy Mạnh Minh Thị làm chủ tướng, Tây Khất Thuật, Bạch Ất Bính làm phó tướng. Kiển Thúc đoán được chiến sự không ổn, khi đưa tiễn khóc con, lại đưa cho Bính một mật giản. Bính thấy cha khóc, trong lòng lo lắng. Đến khi đóng trại, Mạnh Minh nghĩ rằng trong mật giản có kế phá địch, bèn tới gặp Bạch Ất. Bính mở mật giản ra, thấy nhắc nhở đề phòng núi Hào hiểm trở. Mạnh Minh cho rằng đây là điềm xấu, khuyên Bạch Ất đốt bỏ, Bạch Ất đồng ý. Sau đó thương nhân Huyền Cao lừa gạt, Mạnh Minh đem quân đánh Hoạt, tạo cớ cho Tấn xuất quân. Quân Tấn mai phục ở núi Hào. Bạch Ất biết Mạnh Minh muốn qua đất ấy, bèn khuyên bảo, nhưng Mạnh Minh vẫn độc đoán, chỉ chia quân làm bốn đội, cho Bạch Ất đi cuối. Quân Tần đại bại, bị truy kích gắt gao. Mạnh Minh biết bản thân sai lầm, mới dẫn tới thất bại này, muốn tử chiến để Tây Khất, Bạch Ất chạy trốn, nhưng hai người quyết đồng sinh cộng tử, cuối cùng đều bị bắt.